# Јован Михајловић
Јован Михајловић (Лесковац, 6. јануар 1924 — Нови Сад, 1. фебруар 1988) био је српски књижевник.

## Биографија
Завршио је техничку текстилну школу у Лесковцу, а затим студије македонског и српскохрватског језика и југословенске књижевности на Педагошкој академији у Скопљу и на Филозофском факултету у Новом Саду. 
Најпре се запослио као техничар у текстилној фабрици Црвена звезда у Лесковцу, а затим је био наставник у Пољопривредној и Мешовито-стручној школи. Неко време је био уредник, лектор и коректор листа Наша реч и штампарског предузећа Напредак у Лесковцу.
За време Другог светског рата учествовао је у НОР-у и остао је ратни војни инвалид.
Касније се запослио у ОШ "Владимир Назор" у Петроварадину, а затим је постављен за референта информисања Среског одбора ССРН Нови Сад. Био је новинар Радио Новог Сада и главни и одговорни уредник часописа Гласник. Из здравствених разлога пензионисан је 1. јануара 1965. године.
Био је сарадник Речника личних имена код Срба, зборника Прилози проучавању језика и Дијалектолошког речника Војводине, Речника српскохрватског књижевног и народног језика, Енциклопедије Војводине, Зборника народних хероја Југославије, Споменице просветних радника Србије палих у НОР-у, Лесковачког зборника, Нашег стварања. Почевши од 1947. године објавио је неколико хиљада прилога, махом из области културе, просвете, књижевности, фолклора, историје НОБ-а и социјалистичке револуције, лингвистике.

## Дела
- Бата Тимчина писма из Лесковац
- Јеж
- Шест деценија КУД Абрашевић
- Надимци Лесковчана
- Лесковачке изреке
- Епика Јабланице
- Лесковачке пословице
- Типоними и микротипоними у Лесковцу
- Пословице и изреке у Војводини
- Војвођански бећарац данас
- Ромске умотворине
- Раскалашне приче (1969)
- Неувели откоси
- Лесковачки говор (1977)
- Прилози проучавању васпитања и образовања у НОБ и револуцији Војводине (1981)

## Одликовања
Одликован је Орденом за храброст, Орденом братства и јединства са сребрним венцем, Орденом рада са златним венцем, Орденом заслуга за народ са сребрним венцем, Медаљом Црвеног крста Југославије, Великом плакетом СУБНОР-а Југославије, Златном значком КПЗ СР Србије, Искром културе КПЗ Војводине. Добио је Златну диплому Удружења колекционара Југославије, Повељу града Новог Сада, Повељу Савеза удружења фолклориста Југославије, Повељу листа Наша реч, Народног позоришта, Народног музеја, Клуба студената Лесковца, Октобарску награду града Лесковца, диплому Дома културе у Руском Крстуру, Повељу скупштине Црвеног крста Југославије, Захвалницу Народне библиотеке Радоје Домановић у Лесковцу и друго.